# Weixin, Chongqing
Weixin (kinesiska: 维新) är en köping i sydvästra Kina. Den ligger i stadsdistriktet Tongliang i storstadsområdet Chongqing, omkring 85 kilometer nordväst om det centrala stadsdistriktet Yuzhong. Antalet invånare är 10 872. Befolkningen består av 5 296 kvinnor och 5 576 män. Barn under 15 år utgör 17,0 %, vuxna 15-64 år 64 %, och äldre över 65 år 18,0 %.